# TVXQ! CONCERT -CIRCLE-
《TVXQ! CONCERT -CIRCLE-》은 그룹 동방신기의 여섯번째 해외 콘서트 투어로 정규 8집 발표에 발맞춰 개최된 〈#welcome〉과 이후 15주년 스페셜 앨범 발표에 발맞춰 세트 리스트가 일부 수정된 형태로 개최된 앙코르 콘서트 〈#with〉를 통해 동방신기의 팬클럽명인 카시오페아를 상징하는 W를 머릿글자로 작명한 두 가지의 시리즈에 걸쳐 개최되었다.

## #welcome
동방신기의 정규 8집 발표를 하루 앞두었던 2018년 3월 27일, SM 엔터테인먼트는 동방신기 공식 홈페이지를 통해 동방신기 콘서트의 양일간의 일정을 공개하였고 10일 뒤인 4월 4일, YES24를 통해 일반 및 해피패밀리석 예매가 10시간 간격으로 개시되었다. 동방신기는 〈TVXQ! SPECIAL LIVE TOUR "T1ST0RY" - &...〉이후 약 3년 만에 개최된 2일간의 콘서트를 통해 약 22,000명의 누적 관객을 기록하였다.

## #with
동방신기의 데뷔 15주년 기념일이었던 2018년 12월 26일에 개최된 팬미팅 〈TVXQ! SPECIAL DAY "The Truth Of Love"〉에서 동방신기는 양일간의 앵콜 콘서트 개최를 발표하였으며 이후 이듬해 1월 21일, 티켓 예매 일정 및 Lysn 어플을 통한 카시오페아 회원 모집 일정이 공개되었다. 예매는 팬클럽 선예매가 28일, 일반 예매는 30일에 YES24를 통해 뒤이어 진행되었다.
동방신기는 앙코르 콘서트 격인 본 투어의 중간 멘트를 통해 앞선 〈#welcome〉투어에서 진행되지 못한 대대적인 아시아 투어를 계속 진행할 것이라 밝힌 바 있으며 2차레에 걸친 아시아 투어를 통해 총 8만여명의 누적 관객을 기록하였다.

## 투어 일정
| 일정            | 도시     | 국가       | 장소                       | 관객 동원     |
| #welcome        | #welcome | #welcome   | #welcome                   | #welcome      |
| --------------- | -------- | ---------- | -------------------------- | ------------- |
| 2018년 5월 5일  | 서울     | 대한민국   | 잠실종합운동장 보조경기장  | 통산 22,000명 |
| 2018년 5월 6일  | 서울     | 대한민국   | 잠실종합운동장 보조경기장  | 통산 22,000명 |
| 2018년 7월 7일  | 홍콩     | 홍콩       | 아시아 월드 아레나         | 8,000명       |
| 2018년 8월 17일 | 방콕     | 태국       | 임팩트 아레나 무앙 통 타니 | 8,000명       |
| #with           |          |            |                            |               |
| 2019년 3월 9일  | 서울     | 대한민국   | 올림픽체조경기장           | 통산 24,000명 |
| 2019년 3월 10일 | 서울     | 대한민국   | 올림픽체조경기장           | 통산 24,000명 |
| 2019년 6월 29일 | 방콕     | 태국       | 임팩트 아레나 무앙 통 타니 | 7,000명       |
| 2019년 7월 20일 | 홍콩     | 홍콩       | 아시아 월드 아레나         | 8,000명       |
| 2019년 8월 31일 | 자카르타 | 인도네시아 | 인도네시아 컨벤션 전시장   | 8,000명       |
| 2019년 9월 7일  | 대북     | 대만       | 신장 체육관                | 6,000명       |

## 세트 리스트
- Opening VCR (Suit Up) -
- Bounce
- Something
- 너는 내꺼 (Top Of The World)

- Ment -
- The Way U Are_Circle Ver.
- 평행선 (Love Line)
- Sun & Rain

- VCR #2 (Secret Bar) -
- 퍼즐 (Puzzle) (유노윤호 Solo)
- 운명 (The Chance Of Love)
- 수리수리 (Spellbound)
- 다 지나간다 (Broken)
- 이것만은 알고 가 (Before U Go)

- Ment -
- 게으름뱅이 (Lazybones)
- 믿어요 (I Believe)_Circle Ver.
- 새벽 공기 (Without You)

- VCR #3 (Red Cassiopeia) -
- Closer (최강창민 Solo)
- 현기증 (Vertigo)
- 주문-MIROTIC

- VCR #4 (Hang Over) - 
- Wake Me Up
- Hug (포옹)_Circle Ver.
- 풍선 (Balloons)_Circle Ver.
- 꿈 (Dream)홍콩 제외

- VCR #5 (Circle) - 
- MAXIMUM + B.U.T. (BE-AU-TY) (KR)
- 왜 (Keep Your Head Down)

- Ment -
- Rising Sun (순수)

- Encore -
- Hi Ya Ya 여름날
- Somebody To Love (KR)

- Ment -
- 넌 나의 노래 (You're My Melody)

- Opening VCR (Suit Up) -
- Bounce
- Something
- 너는 내꺼 (Top Of The World)

- Ment -
- Truth
- 평행선 (Love Line)
- Tonight

- VCR #2 (Secret Bar) -
- 유노윤호 국가별 솔로곡

1. 夜話 (City Lights)서울 한정 (Feat. 태용)
2. Follow

- 운명 (The Chance Of Love)
- Sooner Than Later (Feat. 태용서울 한정)
- 이것만은 알고 가 (Before U Go)

- Ment -
- 게으름뱅이 (Lazybones)
- 믿어요 (I Believe)_Circle Ver.
- 새벽 공기 (Without You)서울 한정

- VCR #3 (Red Cassiopeia) -
- 아스라이... (Beautiful Stranger) (최강창민 Solo)
- 현기증 (Vertigo)
- 주문-MIROTIC

- VCR #4 (Hang Over Ver.2) - 
- Wake Me Up서울 한정
- Hug (포옹)_Circle Ver.
- 풍선 (Balloons)_Circle Ver.
- 꿈 (Dream)

- VCR #5 (Circle) - 
- MAXIMUM
- 왜 (Keep Your Head Down)
- Rising Sun (순수)

- Encore VCR-
- Morning Sun
- Hi Ya Ya 여름날서울 한정

- Ment -
- Circle (동행)

## 게스트
| 일정            | 게스트 |
| --------------- | ------ |
| 2019년 3월 9일  | 태용   |
| 2019년 3월 10일 | 태용   |

## 취소된 일정
| 일정            | 도시   | 국가   | 장소                  | 비고                 |
| --------------- | ------ | ------ | --------------------- | -------------------- |
| 2019년 7월 13일 | 마닐라 | 필리핀 | 몰 오브 아시아 아레나 | 기술적인 연출상 한계 |

## 관련 디스코그래피

### DVD
| 종류 | DVD 정보                                                       |
| ---- | -------------------------------------------------------------- |
| DVD  | TVXQ! CONCERT -CIRCLE- #welcome DVD - 발매일 : 2019년 3월 27일 |

### 포토북
| 종류   | 포토북 정보                                                         |
| ------ | ------------------------------------------------------------------- |
| 포토북 | TVXQ! CONCERT -CIRCLE- #with 공연화보집 - 발매일 : 2019년 10월 31일 |

## 수상 경력
| 연도   | 수상 내역                                         |
| ------ | ------------------------------------------------- |
| 2020년 | - 제7회 《이데일리 문화대상》 콘서트부문 최우수상 |

## 제작
- 동방신기 (유노윤호, 최강창민)
- 주최 : SM 엔터테인먼트
- 주관 : 드림메이커, 드림시큐리티
- 후원
  - 서울 : YES24
  - 홍콩 : Gmusichk
  - 방콕 : 4NOLOGUE
  - 자카르타 : Dyandra Global Edutainment
- 총연출 : 심재원
- 영상감독 : 권순욱